# José
José (en hebreo: יוֹסֵף‎, romanizado: Yosef) es un nombre propio masculino. Se ha extendido en la cultura occidental debido a la influencia del cristianismo, al ser el nombre de José de Nazaret padre putativo de Jesucristo. 
Proviene de la Biblia, por lo que tiene una connotación religiosa y tradicionalista. En la literatura hebrea, José pasa de ser un plebeyo en una cárcel extranjera a ocupar un cargo en la realeza del poderoso Imperio egipcio.
La festividad de San José es el 19 de marzo y el 1 de mayo se celebra San José Obrero, día del trabajador. Su variante femenina es Josefina.

## Etimología
José es la hispanización del latín Josephus / Joseph, y éste del griego Ἰωσήφ (Ioséf), a su vez del hebreo יוֹסֵף (Yoséf) que se traduce “Él añadirá”. Sin embargo, es probable que, como todos los demás nombres hebreos que comienzan con la sílaba “jo” (יו), tiene a Yahveh (יהוה) como primer elemento, y es una contracción de la forma original “Jehoseph” (יהוסף).
El significado de este nombre que se halla en la Tanaj dice:

Entonces se acordó Elohim de Raquel. Elohim la oyó y abrió su seno, y ella concibió y dio a luz a un hijo. Y dijo: «Ha quitado Elohim mi afrenta» y le puso por nombre José, diciendo:«Yahveh añadirá otro hijo»"
Génesis 30,22-24.

Esto ha resultado en una aparente ambigüedad que contenga dos raíces; la primera con 'sf' de la palabra quitar 'asaf' y la segunda con la raíz  similar 'ysf' que significa añadir.   
Pepe
El hipocorístico en el mundo hispano del nombre José es Pepe y tradicionalmente se ha explicado que son las siglas para Pater Putativus en referencia a José de Nazaret. Otra hipótesis, la más plausible, indica que se basa en una traducción anterior de Josephus y que originalmente era Josepe , al igual que el nombre italiano Giuseppe este se redujo a “Pepe” por cercanía fonética.

## Personajes célebres

### Personajes bíblicos

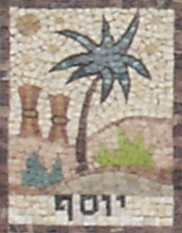
En hebreo, "Yosef" (יוסף). Detalle de mosaico-mural israelita simbólico de la Tribu Israelita de José, cuyo símbolo es el trigo.

- José, hijo de Jacob, patriarca del pueblo de Israel, jefe de una de las doce Tribus de Israel y padre de Efraín y Manasés.
- José de Nazaret, carpintero, esposo de María y padre terrenal de Jesús.
- José de Arimatea, que fue quien solicitó poder dar sepultura a Jesús de Nazaret.

### Santos
- José Baldo, sacerdote fundador de la congregación las pequeñas hijas de San José
- José Barsabás llamado también el Justo. Llamado para sustituir a Judas Iscariote.
- José Benito Cottolengo, fundador de casa para personas con discapacidad mental.
- José Cafasso, sacerdote, defensor de los presos condenados a muerte.
- José Chang Song-jib, mártir coreano
- José Dang Digh Vien, mártir vietnamita
- José Do Quang Hien, mártir vietnamita.
- José Fernández. El santo de Ventosa. Presbítero y mártir en Vietnam.
- José Freinademetz,  misionero en China.
- José Gabriel del Rosario Brochero, sacerdote argentino.
- José Isabel Flores Varela, sacerdote mártir mexicano.
- José Obrero. Celebración eucarística
- José Himnógrafo. Eclesiástico grecobizantino, poeta litúrgico e himnógrafo.
- José Le Dang Thi, soldado y mártir vietnamita
- José Ma Taishun, médico, mártir y catequista chino.
- José Manyanet y Vives, sacerdote español promotor del templo
- José Marello Vialle, obispo, fundador de la Congregación de los Oblatos de San José.
- José María Díaz Sanjurjo, misionero  mártir español en Filipinas y Vietnam.
- José María Escrivá de Balaguer, sacerdote, fundador del Opus Dei.
- José María Robles Hurtado, sacerdote, escritor, fundador y mártir mexicano
- José María Rubio, confesor jesuita, apóstol de Madrid.
- José María Tomasi, Reformador, que no pocas de las normas siguen en pleno uso.
- José Marchand, mártir en Vietnam
- José Moscati, Médico, investigador, científico y profesor universitario.
- José Nguyen Dinh Uyen, mártir vietnamita.
- José Nguyen Duy Khang, catequista y mártir vietnamita
- José Oriol, sacerdote.
- José Pignatelli jesuita español, restaurador de la Compañía de Jesús
- José Sánchez del Río, niño mártir mexicano.
- José Tuc, mártir vietnamita
- José Vaz, Sacerdote, misionero ceilanés.
- José Wang Guiji, mártir chino.
- José Yuan Zaide, sacerdote y mártir chino.
- José Yuan Gengyin. comerciante y mártir chino.
- José Zhang Dapeng Laico chino mártir.
- José de Anchieta, sacerdote, misionero en Brasil.
- José de Arimatea. Propietario del sepulcro donde depositaron a Jesús
- José de Calasanz, sacerdote, fundador de la primera escuela cristiana popular (Escuelas Pías) de Europa.
- José de Cupertino, fraile.
- José de Leonisa, capuchino.
- José de Tuan, Mártir vietnamita.

### Nobles
- José I del Sacro Imperio Romano Germánico.
- José II del Sacro Imperio Romano Germánico.
- José I de España (José Bonaparte, hermano de Napoleón Bonaparte).
- José I de Portugal

### Autores
- José Filagres (siglo XIV)
- José Ortega y Gasset, filósofo y ensayista español.
- José Santos Chocano, escritor y poeta peruano.
- José María Arguedas, escritor etnicista peruano.

### Músicos y cantantes
- José Luis Rodríguez "El Puma", cantante venezolano.
- José Carreras, tenor español.
- José "Chepito" Areas, músico y percusionista nicaragüense.
- José Ariel Camacho Barraza, músico, cantante y compositor mexicano.
- José José, cantante mexicano.
- José Mercé, cantador flamenco.
- José Nogueras, músico puertorriqueño de Navidades.
- José Madero Vizcaíno, músico mexicano.
- José Edward Ramos, cantautor y actor panameño.
- José Alejandro Molina Ávalos, Cantautor Mexicano.
- Tirone José González Orama "Canserbero", Rapero venezolano.

### Políticos
- José Mujica, presidente del Uruguay entre 2010 y 2015.
- José Artigas, libertador y máximo prócer del Uruguay.
- José Batlle y Ordóñez, político y presidente de Uruguay.
- José Luis Rodríguez Zapatero, presidente del Gobierno español.
- José María Aznar, presidente del Gobierno español entre 1996 y 2004.
- José Canalejas, presidente del Gobierno español entre 1910 y 1912.
- José Guerra, político y economista venezolano.
- José María Estrada, presidente de Nicaragua entre 1855 y  1856.
- José Martí, escritor, periodista y político cubano.
- José Stalin, Dirigente de la Unión Soviética.
- José Benito Morales, Jefe del Estado de Nicaragua, 1833-1834.
- José Núñez, Jefe del Estado de Nicaragua (3 veces) y Supremo Director del Estado (una vez), 1834-1839.
- José Zepeda, Jefe del Estado de Nicaragua, 1835-1837.
- José Laureano Pineda Ugarte, Supremo Director del Estado de Nicaragua, 1851-1853.
- José Fruto Chamorro Pérez, primer Presidente de Nicaragua y Supremo Director del Estado de Nicaragua (una vez), 1853-1855.
- José Santos Zelaya López, presidente de Nicaragua entre 1893-1909.
- José Madriz Rodríguez, presidente de Nicaragua entre 1909-1910.
- José María Moncada, presidente de Nicaragua entre 1929-1932.
- José López Portillo, presidente de México entre 1976-1982.

### Militares
- José de San Martín, héroe de la independencia en varios países sudamericanos.
- José Miguel Carrera, Militar y Político Chileno
- José Dolores Estrada Vado, héroe nacional de Nicaragua, Batalla de San Jacinto (1856).
- José Prudencio Padilla, prócer de la Independencia de Colombia.
- José de Gálvez y Gallardo,Marqués de Sonora, Impulsó la Real Compañía de Filipinas y fundó el Archivo General de Indias en 1778
- José Antonio Páez, prócer de la Independencia de Venezuela.
- José Millán Astray,fundador de la Legión Española.

### Mandatarios religiosos
- Joseph Smith, fundador de La Iglesia de Jesucristo de los Santos de los Últimos Días.
- Joseph Ratzinger, Papa Benedicto XVI, fue el 265.º papa de la Iglesia Católica y séptimo soberano de la Ciudad del Vaticano.

### Otras personalidades
- José Agustín Catalá, periodista y escritor venezolano.
- José Alberto Marulanda, médico cirujano venezolano.
- José Pascual Nadal y Oltra, artista y misionero español.
- José Gabriel Condorcanqui o Túpac Amaru II, líder revolucionario que luchó en contra de las políticas enviadas desde España al Perú.
- José Palmar, sacerdote católico y activista venezolano.
- José Rafael Briceño, comediante, locutor y profesor universitario venezolano.
- José Rafael Guzmán, comediante venezolano.
- José Santos Urriola, profesor y escritor venezolano, miembro fundador de la Universidad Simón Bolívar.
- José Vivas, arquitecto venezolano.
- José María Vargas, médico, catedrático y político venezolano. Presidente de Venezuela entre 1835 y 1836.
- José de Jesús Corona, exfutbolista mexicano.

## Variantes en otros idiomas
- albanés: Jozef, Jozefina, Zef, Josif.
- alemán: Josef, Joseph, con diversas formas de diminutivo, principalmente Jupp.
- alsaciano: Sepp, frecuentemente usado con el diminutivo, Seppi en el Alto Rin y Seppele en el Bajo Rin.
- aragonés: Chusep, frecuentemente escrito como Chusé
- armenio: Hovsep
- árabe:جـوسف   (Yūsuf), dialectal Yusef, Yousef.
- asturiano: Xosé, Xose.
- azerí: Yusif, Yusuf, Usub.
- búlgaro: Yosif
- castellano arcaico: Joseph, Josef (formas de escribirlo hasta mediados del siglo XIX).
- catalán: Josep, Pep, Josepa (femenino), Peppa (femenino),  Pepa (femenino).
- checo: Josef, y como diminutivo  Pepa, el nombre puede cambiar, cuando se le llama se le dice Pepo, es una declinación checa.
- coreano: "요셉", "요섭" (el sobrenombre escrito en alfabeto coreano o hangul).
- corso: Ghjaseppu, Ghjiseppu, Ghjasè, Ghjisè
- croata: Josip, Joso, Jozo, Joško, Gonzo, Ganso, Dodô, Doido,  Bepo, Joža.
- esloveno: Jože
- esperanto: Jozefo
- estonio: Joosep
- finlandés: Jooseppi
- francés: Joseph
- gaélico escocés: Seòsaidh
- esloveno: Jožef, Jože
- euskera o vasco: Joseba, Josepe, Joxe
- gallego: Xosé
- georgiano: იოსებ/Yoseb
- griego moderno: Ιωσήφ / Yosiph
- húngaro: József, Jóska
- inglés: Joseph ; (diminutivos: Joe y Joey).
- irlandés: Seosamh
- italiano: Giuseppe;[7] otras formas: Giuseppo, Gioseffo; femenino: Giuseppa; aumentativo: Giuseppone o Peppone; diminutivo: Giuseppino; dialectal: Beppe, Beppo, Peppe, Peppino, Peppuzzo, Pino, Pippo, Geppo, Geppino.
- japonés: ホセ / hose
- latín: Iosephus
- letón: Jazeps
- limurgués:cc Joep
- lituano: Juozapas
- maltés: Ġużeppi ; otras formas Żeppi, Peppa,  Ġużè, Peppi.
- maorí: Hohepa
- mapudungún: Kose[8]
- neerlandés: Jozef
- occitano: Josèp
- persa: یوسف / Yusof.
- polaco: Józef
- portugués: José; el diminutivo muy frecuente es Zé, Zezé, Jô.
- rifiano: Yousri
- rumano: Iosif
- ruso: Иосиф (Iósif), Yosip, Osip, Peppa.
- sardo: Zuseppe ; el diminutivo es Peppe.
- serbio: Josif
- turco: Yusuf
- ucraniano: Yosyp